# Thomas Peterffy

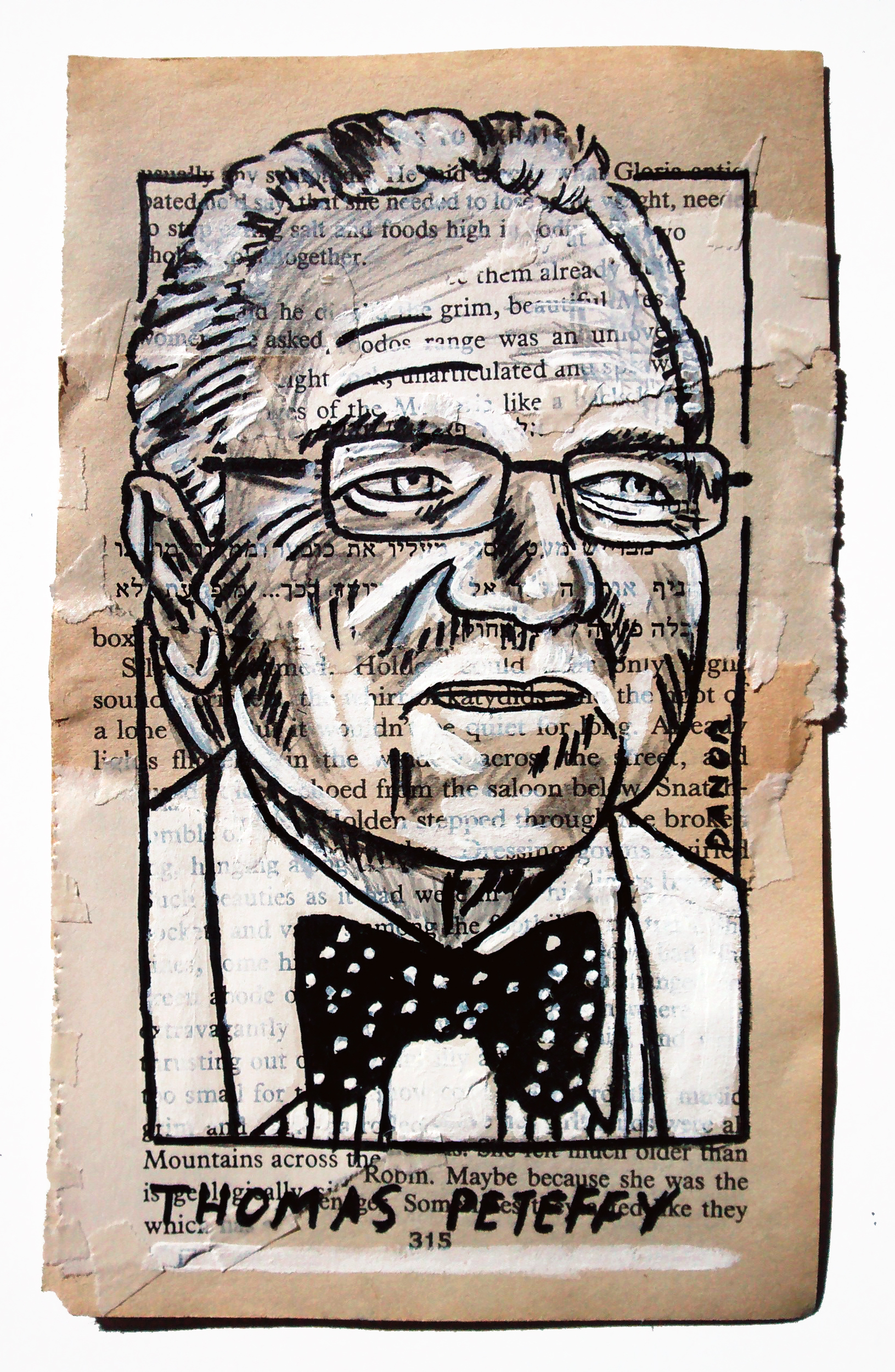
Zeichnung von Thomas Peterffy

Thomas Peterffy (* 30. September 1944 in Budapest als Péterffy Tamás) ist ein in Ungarn geborener US-amerikanischer Unternehmer. Er ist der Gründer, Vorsitzende und größte Aktionär von Interactive Brokers. Sein Vermögen wurde im Mai 2025 auf knapp 52 Milliarden US-Dollar geschätzt.

## Laufbahn
Peterffy wurde 1944 in Budapest in einem Krankenhauskeller während eines sowjetischen Luftangriffs geboren. Seine Familie war wohlhabend, verlor ihr Vermögen allerdings in der Zeit der sowjetischen Besatzung. Sein Vater emigrierte nach dem Scheitern des ungarischen Volksaufstandes 1956 in die USA. Peterffy brach sein Ingenieurstudium in Ungarn ab und wanderte ebenfalls in die Vereinigten Staaten aus, um sich 1965 mit seinem Vater in New York City zu treffen, der ihm 100 Dollar gab und ihn aufforderte "etwas aus sich zu machen". Nach seiner Auswanderung in die USA arbeitete Peterffy  anfangs als Bauzeichner und wurde später Computerprogrammierer. Im Jahr 1977 erwarb er einen Sitz an der amerikanischen Börse und war an der Entwicklung der ersten elektronischen Handelsplattform für Wertpapiere beteiligt. Peterffy erregte großes Aufsehen unter den Händlern, als er Anfang der 1980er Jahre Computer auf dem Börsenparkett einführte. Aus seinem Geschäft entwickelte sich schließlich 1993 das Unternehmen Interactive Brokers. Interactive Brokers betreibt die größte elektronische Handelsplattform in den USA, gemessen an der Zahl der durchschnittlichen Tagesumsätze. Das Unternehmen vermittelt Aktien, Optionen, Futures, Rohstoffkontrakte, Futures-Optionen, Devisen, Anleihen und Fonds. Peterffy war bis 2019 der Geschäftsführer des Unternehmens.

## Politische Aktivitäten
Während des Präsidentschaftswahlkampfs 2012 in den Vereinigten Staaten schaltete Peterffy politische Anzeigen zur Unterstützung der Republikanischen Partei. Peterffy kaufte für Millionen von Dollar Sendezeit auf Sendern wie CNN, CNBC und Bloomberg. Die Spots bestanden aus einem einminütigen, von Peterffy gesprochenen Spot, der vor einem schleichenden Sozialismus in den Vereinigten Staaten warnte.
2016 spendete er 100.000 Dollar für den Wahlkampf von Donald Trump und 2020 weitere 250.000 Dollar.

## Persönliches
Peterffy ist geschieden und Vater von drei Kindern. Er lebt in Palm Beach und ist in seiner Freizeit Reiter. Peterffy wohnt in der Nähe von Mar-a-Lago und ist dort ein Mitglied des Mar-a-Lago Clubs.

## Auszeichnungen
- Ungarischer Verdienstorden (2017)[9]